# Dąb Jan Kazimierz
Dąb Jan Kazimierz – pomnikowy dąb, rosnący w Bąkowie (powiat świecki). To jedno z kilku najstarszych polskich drzew.

## Wiek i rozmiary
Jan Kazimierz rośnie już od ok. 722 lat (stan na 2016 rok), jest to drugi pod względem wieku polski dąb (po Chrobrym) i jedno z najstarszych drzew w kraju. To także najgrubsze i  najstarsze drzewo w województwie kujawsko-pomorskim.
Obwód wiekowego drzewa, mierzony zgodnie z regułami dendrometrii, wynosi 959 cm - na wys. około 0,5 m. Dąb ma 15 m wysokości (pomiary z 2015 roku).
Pomiar obwodu tego drzewa może sprawiać trudności, gdyż okaz ma specyficzny kształt pnia i do tego potężną dziuplę u podstawy. Jego obwód na wysokości 1,3 m wynosi niemal 1050 cm. Reguły dendrometrii mówią, że należy mierzyć drzewa w najwęższym miejscu pnia do wysokości 130 cm. Jan Kazimierz, ze względu na znaczne ubytki w pniu, ma znacznie zmniejszony obwód w owym, najwęższym miejscu. Nie jest do końca jasne, którą wartość uznać za prawidłową, ale w najnowszych publikacjach autorzy przyjmują za właściwy obwód dębu, mierzony na wysokości około 0,5 m - tam przyjmuje najniższą wartość.

## Charakterystyka
Dąb ma krótki pień (ułamany na wysokości ok. 8 m), pokryty licznymi naroślami i zgrubieniami, z ogromną dziuplą, sięgająca kilku metrów wysokości. Drzewo ma stosunkowo szeroką koronę, co może świadczyć o tym, że wyrosło na otwartej przestrzeni.
Stan zdrowotny sędziwego dębu jest zły. Widoczne są liczne ślady działalności szkodników owadzich oraz grzybów, a także spękania mechaniczne, wymagające pilnej interwencji konserwatorskiej.
Prawną ochroną jako pomnik przyrody został objęty w 1956 roku.

## Lokalizacja
Dąb Jan Kazimierz, wraz z kilkoma innymi okazałymi pomnikowymi dębami rośnie w Bąkowie, w gminie Warlubie (powiat świecki). Opodal znajduje się pałac, a około 10 m od dębu – droga wojewódzka nr 391. Natomiast na zachód od drzew, w odległości 2km, znajduje się droga międzynarodowa nr 75.